# جون إي. ميلر
جون إي. ميلر (بالإنجليزية: John E. Miller)‏ هو قاضي ومحامي وسياسي أمريكي، ولد في 15 مايو 1888 في مقاطعة ستودارد في الولايات المتحدة، وتوفي في 30 يناير 1981 في فورت سميث في الولايات المتحدة. حزبياً، نشط في الحزب الديمقراطي. وقد انتخب عضو مجلس النواب الأمريكي وانتخب عضو مجلس الشيوخ الأمريكي.